# Dorcadion petrovitzi
Dorcadion petrovitzi là một loài bọ cánh cứng trong họ Cerambycidae.